# Apollinarij Ivanovič Dudko
Apollinarij Ivanovič Dudko (San Pietroburgo, 25 luglio 1909 – Leningrado, 2 gennaio 1971) è stato un regista sovietico.

## Filmografia parziale

### Regista
- La bella addormentata (1964)
- Segodnja - novyj attrakcion (1966)
- Lebedinoe ozero (1968)